# 레오르나도 파비오

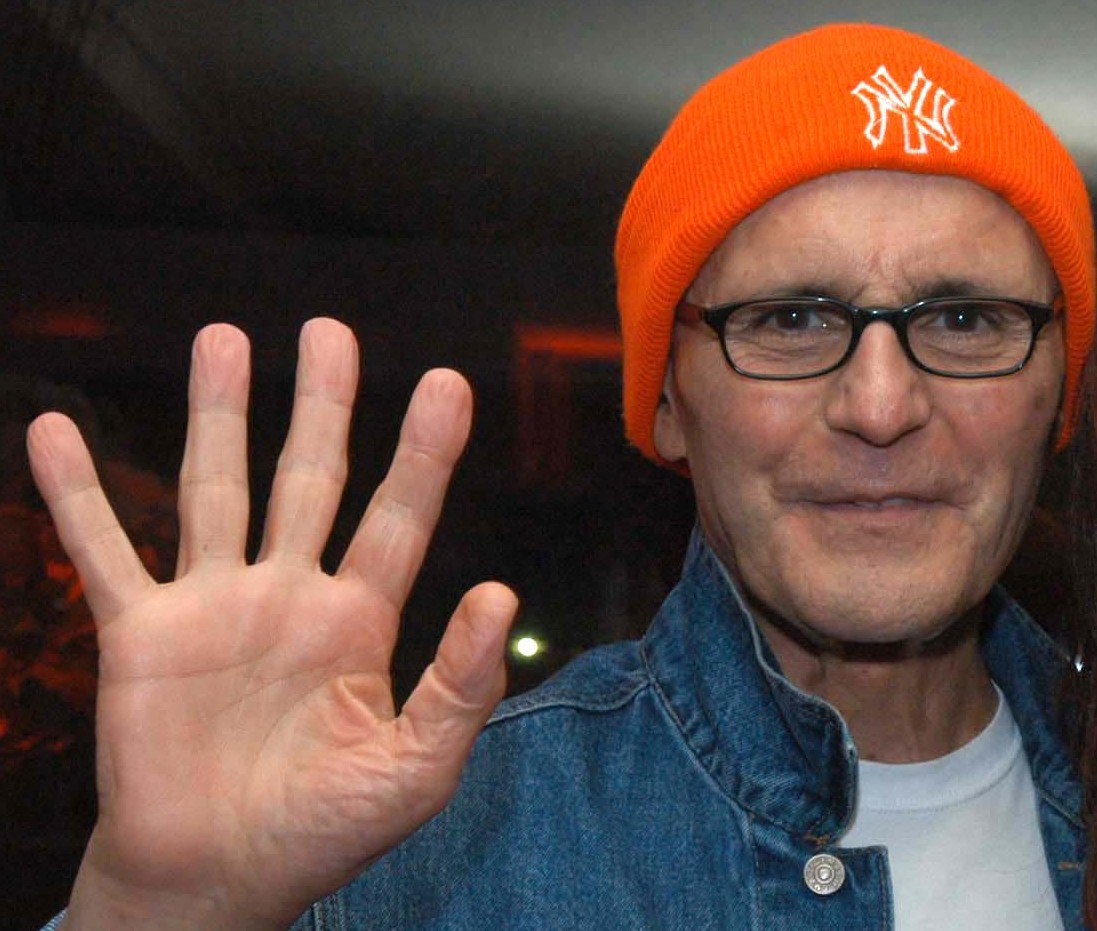

레오르나도 파비오(Leonardo Favio, 1938년 5월 28일 ~ 2012년 11월 5일)는 아르헨티나의 영화 감독, 각본가, 영화 프로듀서, 배우, 가수이다.
부에노스아이레스에서 사망하였다. 사인은 폐렴이다.

## 영화
- 아니세토 (2008년)
- 가티카, 더 몽키 (1993년)
- 투 드림, 투 드림 (1976년)
- 나자리노 (1974년)
- 쥬앙 모레이라 (1973년)
- 엘 로멘스 델 아니세토 와이 라 프란시스카 (1967년)
- 크로니클 오브 어 보이 얼론 (1965년)